# Eriosyce chilensis

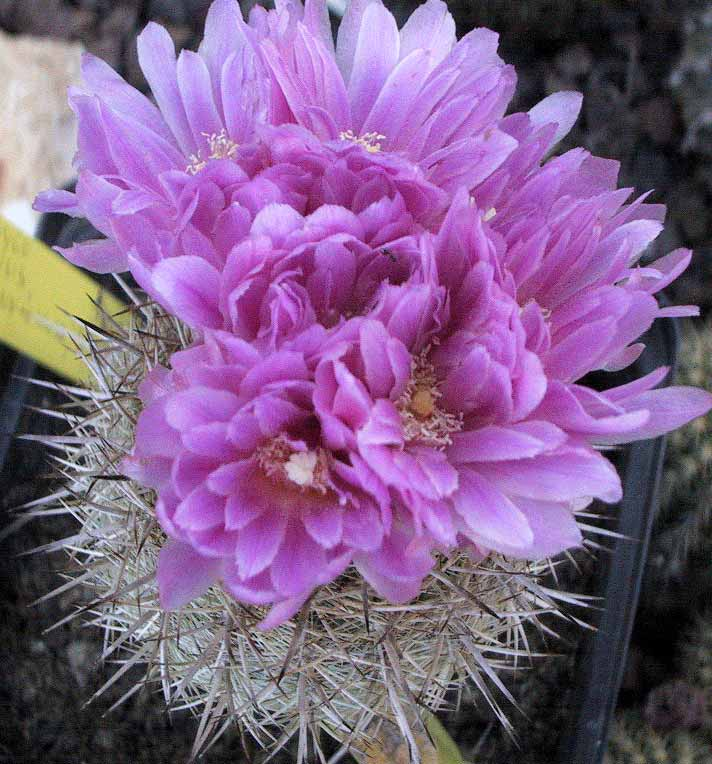
Blüten

Eriosyce chilensis ist eine Pflanzenart in der Gattung Eriosyce aus der Familie der Kakteengewächse (Cactaceae). Das Artepitheton chilensis verweist auf das Vorkommen der Art in Chile.

## Beschreibung
Eriosyce chilensis wächst meist einzeln mit kugelförmigen bis verlängerten, gelegentlich säulenförmigen oder kriechenden, gelblich grünen Trieben und erreicht bei Durchmessern von 6 bis 12 Zentimeter Längen von bis zu 100 Zentimeter. Die Wurzeln sind faserig. Es sind 14 bis 16 Rippen vorhanden, die tief gekerbt und gehöckert sind. Die steifen, nadeligen Dornen sind gelb bis bräunlich und lassen sich nur schwer in Mittel- und Randdornen unterscheiden. Die sechs bis acht Mitteldornen sind 1,5 bis 2,5 Zentimeter lang. Die häufig borstenartigen, 16 bis 24 Randdornen sind 1 bis 1,5 Zentimeter lang.
Die trichterförmigen, gelb bis fuchsienroten Blüten erscheinen aus jungen Areolen. Oft bildet eine Areole mehr als eine Blüte aus. Ihr Perikarpell und die Blütenröhre sind mit Wolle und glasigen, weißen Borsten besetzt. Die verlängerten, leuchtend roten Früchte sind bis zu 3 Zentimeter lang. Sie öffnen sich mit einer basalen Pore.

## Verbreitung, Systematik und Gefährdung
Eriosyce chilensis ist im Grenzgebiet der chilenischen Regionen Coquimbo und Valparaíso an der Küste verbreitet.
Die Erstbeschreibung als Echinocactus chilensis erfolgte 1898 durch Karl Moritz Schumann. Fred Kattermann stellte die Art 1994 in die Gattung Eriosyce. Weitere nomenklatorische Synonyme sind Neoporteria chilensis (Hildm. ex K.Schum.) Britton & Rose (1922), Chilenia chilensis (Hildm. ex K.Schum.) Backeb. (1936), Euporteria chilensis (Hildm. ex K.Schum.) Kreuz. & Buining (1941), Neochilenia chilensis (Hildm. ex K.Schum.) Backeb. (1951) und Pyrrhocactus chilensis (Hildm. ex K.Schum.) F.Ritter (1959).
In der Roten Liste gefährdeter Arten der IUCN wird die Art als „Critically Endangered (CR)“, d. h. als vom Aussterben bedroht geführt.

## Nachweise